# Rossoš'
Rossoš' (in russo Poccoшь?, anche traslitterato come Rossosh o Rossoš) è una città della Russia di 62 625 abitanti situata nell'Oblast' di Voronež, nella Russia europea sudoccidentale, capoluogo del distretto omonimo. Sorge sulla riva sinistra del fiume Čërnaja Kalitva, affluente del Don, 214 km a sud del capoluogo Voronež.

## Geografia fisica

### Territorio
Il nome deriva dall'antico slavo "rossosh" - rassokha, bivio nel fiume. La città si trova in un luogo in cui il fiume Black Kalitva riceve un affluente e, quando si sposta a monte, dà l'impressione di una biforcazione del canale, la formazione di secchezza.
Si trova sulla riva sinistra del fiume Chernaya Kalitva (bacino del fiume Don) alla confluenza del fiume Rossoš'. La grande stazione ferroviaria di raccordo Rossoš' della ferrovia sudorientale si trova a 214 km a sud di Voronezh sulla linea Voronezh-Rostov, con una diramazione per la stazione di Olkhovatka.

### Clima
Il clima è continentale temperato con inverni moderatamente freddi ed estati calde.
La temperatura media annuale dell'aria è di 7,0 °C
Umidità relativa - 66,9%
Velocità media del vento - 3,9 m/s
Clima
Indicatore gen feb mar apr mag giu lug ago set ott nov dic Annua
Temperatura media in °C -7 −7,3 -1,8 8,3 15,5 19,3 21,6 20,8 14,6 7,2 -1,3 −6,6 7,0

### Fauna
Grazie ai boschi incontaminati nelle vicinanze della città, è ancora possibile vedere animali come il cinghiale, il capriolo. Tra i grandi uccelli si possono osservare cicogne e falchi. Piccioni, rondini e rondoni sono comuni nella città stessa.

## Storia di Rossoš'
Fondata verso la fine del XVII secolo, nel 1871 fu raggiunta dalla ferrovia e nel XIX secolo appartenne prima ai Tevyashov e poi ai Chertkov. Ottenne lo status di città nel 1923, durante la riforma amministrativo-territoriale della RSFSR.
Durante la guerra, attraverso la stazione di Rossoš', furono riforniti il Corpo Alpini Italiano ed il 24º Corpo Carri armati tedesco. Qui si trovavano anche il quartier generale (divisione Julia) e parte delle riserve del Corpo degli Alpini, le cui divisioni presero la difesa sulla riva destra del Don: da Novaya Kalitva all'Alto Karabut. La perdita di Rossoš' per il nemico significò il crollo del fianco destro del raggruppamento di truppe tedesche, ungheresi e italiane, che contava più di 250mila soldati e ufficiali. Di importanza strategica furono le battaglie per la stazione e per la città; nel gennaio 1943 furono liberati dalle truppe sovietiche a seguito dell'Offensiva Ostrogožsk-Rossoš'.
Nel 1954, l'insediamento di tipo urbano Evstratovsky fu incluso nella città.

## Monumenti e luoghi d'interesse

### Architetture civili

#### Asilo Sorriso
L'asilo costruito su iniziativa dell'Associazione Nazionale Alpini con fondi propri e con il lavoro volontario dei soci, sull'area che fu sede del Corpo d'Armata Alpino durante la campagna di guerra 1942-1943. L'asilo Sorriso è stato inaugurato nel settembre del 1993 alla presenza di 1500 Alpini e di tutta la popolazione, dopo poco più di un anno e mezzo dall'apertura delle sottoscrizioni per la raccolta dei fondi.

#### Museo storico
Museo all'interno del quale ci sono alcune sale interamente dedicate agli alpini italiani che furono lì durante la Seconda guerra mondiale.

#### Stazione ferroviaria
La stazione ferroviaria è stata aperta assieme alla ferrovia nel 1871.

### Architetture religiose
La Chiesa di Alexander Nevsky (consacrata nel 1876; monumento architettonico protetto dallo stato del XIX secolo).
Nell'agosto 2006, vicino alla vecchia chiesa, è stata aperta una nuova chiesa di St. Il'insky per i parrocchiani. L'area della sua fondazione è di 42x30 metri, l'altezza è di oltre 30 metri. Il tempio è decorato con quattro cupole e un'altra cupola sul campanile. Il peso di ciascuna delle 9 campane del tempio va da 4 chilogrammi a una tonnellata e mezza. Il tempio è stato progettato e costruito dagli architetti P. V. Dudin e V. M. Zakharov.
Nel 2008, le due chiese sono state unificate a livello amministrativo.

### Altro
- Monumento al comandante della 3ª armata di carri armati Pavel Semyonovich Rybalko. Inaugurato a gennaio 2013.

## Società

### Evoluzione demografica
- 1897: 11 000
- 1939: 17 200
- 1970: 36 400
- 1989: 57 000
- 2002: 62 923
- 2006: 62 100

## Cultura
Ci sono diversi teatri professionali locali a Rossoš': il RAMS Chamber Theatre e il Morozov Folk Theatre. Ci sono anche numerosi teatri amatoriali, si tengono festival teatrali.
Tra i musei locali, i più interessanti sono l'esposizione permanente del museo di storia locale e le mostre periodiche di artisti locali che si tengono nella sala espositiva.
Rossoš' è la sede di grandi eventi culturali su scala regionale e tutta russa:
Per due anni consecutivi si è tenuto a Rossoš' il festival di qualificazione tutto russo della creatività per bambini e giovani "Wind Rose".
Un festival regionale regolare è il concorso di ensemble vocali "Glorious tunes of Russia". Più volte l'ensemble popolare locale della canzone russa "Rossichi" ha vinto questo concorso.
I cori locali di guerra e veterani del lavoro "Slavyanka", il coro Novokalitvensky, il coro accademico Evstratovsky, l'ensemble di canzoni russe "Rossichi", la danza "Razdolie" e "Slavyanochka" si sono guadagnati il titolo di gruppi folk.
Particolarmente famoso è l'ensemble di danze popolari locali "Expansion". Tra le sue insegne si ricordano il vincitore del 1º grado dell'VIII Festival Internazionale "Rosa dei Venti - 2002", il titolare della "Palma d'Oro" del Festival Internazionale d'Italia (2003), il vincitore del Festival Internazionale di Berlino "Danza Olympus - 2004", vincitore del festival "Cosmopolis - 2004" in Grecia, vincitore del festival di arte popolare "Winter Fiesta - 2006" in Polonia.
A Rossoš' la seconda domenica di settembre si celebra la festa cittadina.
Nel 2013, a Rossoš', su iniziativa del rettore della chiesa di St. Ilinsky e Alexander Nevsky, p. Roman, il vice capo dell'amministrazione locale, S. L. Nefyodov, decise di vietare il Giorno di Nettuno. Questa è stata la prima azione di questo tipo nella storia moderna della Russia.

### Istruzione
Nel 1931 fu creata una scuola tecnica avicola, nel 1950 fu trasformata in una scuola tecnica di carne e latticini, ora è denominata Collegio Rossoš' dell'industria delle carni e dei latticini.

## Economia
La cittadina è oggi un centro per l'industria chimica, elettromeccanica, e dei materiali da costruzione.
Le principali imprese industriali della città:
- Stabilimento chimico (JSC Minudobreniya)
- LLC "Pridonkhimstroy - lime"
- LLC "Rosekoplast"
- Rosagroprom LLC
- Impianto tecnologico
- pianta lattiero-casearia
- pianta alimentare
- Fabbrica di burro
- JSC "Cottage-Industria"
- Deposito locomotive "Rossoš'" della Ferrovia Sud-Est

Precedentemente operavano:
- allevamento di pollame
- fabbrica di apparecchiature elettriche
- Fabbrica di mattoni
- Impianto di lavorazione della carne
- Stabilimento unità presse

Nel 2007, il volume delle merci spedite di produzione propria, dei lavori e dei servizi eseguiti in proprio nelle industrie manifatturiere nel 2007 ammontava a 12,7 miliardi di rubli.

## Sport
Tra gli impianti sportivi della città, ci sono diversi impianti che hanno più volte ospitato competizioni tutte russe, complessi sportivi:
- "Chimico"
- "Costruttore"
- "Palazzo di ghiaccio"
- Circolo radiofonico

Club di calcio "Khimik-Rossoš'" - il vincitore del campionato di Russia tra la terapia fisica nella zona " Chernozem " nella stagione 2011/12 e il club di beach soccer " City Khimik " è il vincitore del primo campionato di Russia (2005).

## Amministrazione

### Gemellaggi
- Prosteev
- Rubeznoe
- Conegliano